# Harisnyagyártás
A Harisnyagyártás és a zoknik készítésükhöz használt gépek lényegében azonosak. Csupán a női finomharisnyák gyártásához szükségesek elvi működésüket tekintve nem, de szerkezetükben sok tekintetben eltérő berendezések. Harisnyákat és zoknikat alapvetően kétféle módszerrel gyártottak/gyártanak: síkban kiterítve és körkötéssel.
Az első kötőgépek csak síkban kötött lapok készítését tették lehetővé, de már William Lee kidolgozta azt a módszert, amellyel gépén a síkban kiterített harisnyaformán a sarok és az orr kötéssel kialakítható volt. Végül is ennek az eljárásnak a fokozatos tökéletesítése vezetett a ma is ismert síkhurkológép, a feltalálójáról cotton-gépnek nevezett gép kifejlesztéséhez, amelyen – a megfelelő helyeken alkalmazott szélességnövelő szaporítások és keskenyítő fogyasztások (azaz szaknyelven: idomozás) alkalmazásával – a síkban kiterített harisnya tökéletes formájában készíthető el. Ennek hosszanti összevarrásával létrehozható a lábformának megfelelő, most már zárt „cső” alakú termék. A síkhurkolt harisnya jellegzetessége a termék teljes hosszában hátul végighúzódó varrat. Ennek esztétikai jelentősége is volt, mert szépen kiemelte a karcsú női láb esztétikus formáját. Ha viszont a harisnyaszár hordás közben elcsavarodott a lábon, ez az elferdült varrat nagyon rontott az összhatáson.
A harisnyaszár készítésére alkalmas első körkötőgépet 1767-ben Samuel Wise szerkesztette meg. Ez már nem síklapú, hanem cső alakú kelmét készített. Az első olyan körkötőgép, amely már arra is alkalmas volt, hogy a harisnya sarkát és orrát is kialakítsa, az amerikai William H. MacNary nevéhez fűződik (1866). Voltaképpen ennek a gépnek az utódai azok a rendkívül bonyolult automata gépek, amelyek manapság szinte ontják magukból a legkülönfélébb célra szolgáló és különböző mintázatokkal készülő termékeket. Ezeken egy-egy nyers zokni vagy harisnya néhány perc alatt elkészül és csak az orrhegyet kell rajtuk lezárni és a kikészítő műveleteket (például méretrögzítő formázást, esetleg a színezést) kell utólag végrehajtani. A harisnya vagy zokni kötése körkötőgépen is a szárnál, mégpedig az annak felső részén kialakítandó szegélynél kezdődik. A kötést és az orrhegy lezárását követően a harisnyát vagy zoknit esetleg színezik (hacsak nem már eleve színes fonalból kötötték), azután a lábformához igazodó fémformára (formalábra) húzva, hőkezeléssel megadják a végső formáját.

## Síkban kiterített harisnya készítése

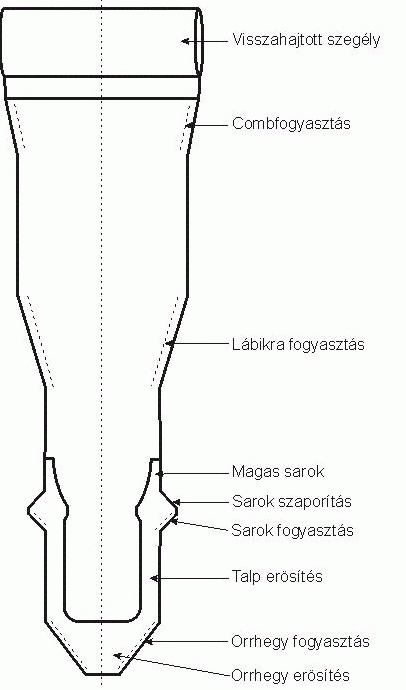
Síkhurkolt harisnya kiterített állapotban, ahogy a kötőgépről lekerül

Az első kötőgépek csak síkban kötött lapok készítését tették lehetővé, de már William Lee kidolgozta azt a módszert, amellyel gépén a síkban kiterített harisnyaformán a sarok és az orr kötéssel kialakítható volt. Végül is ennek az eljárásnak a fokozatos tökéletesítése vezetett a ma is ismert síkhurkológép, a feltalálójáról cotton-gépnek nevezett gép kifejlesztéséhez, amelyen – a megfelelő helyeken alkalmazott szélességnövelő szaporítások és keskenyítő fogyasztások (azaz szaknyelven: idomozás) alkalmazásával – a síkban kiterített harisnya tökéletes formájában készíthető el. Ennek hosszanti összevarrásával létrehozható a lábformának megfelelő, most már zárt „cső” alakú termék.
Síkhurkológépen a harisnya kötése a szegélynél kezdődik, amit egy már elkészült kelmeszakasznak a tűkre való visszaakasztásával kétrétegűvé tesznek, hogy a harisnyának ez a része erősebb legyen (bírnia kell a harisnyakötő kapcsainak igénybevételét). A kötés a szárral folytatódik, amit fogyasztásokkal több lépcsőben elkeskenyítenek, hogy a lábszár alakjához idomuljon. A szár rész elkészülte után szaporítással, majd fogyasztással kialakítják a sarkat. Ezt a lábfej kötése követi, ami azután ismét fogyasztásokkal az orrhegy kiképzésével zárul. Ennek a meglehetősen komplikált, a hossztengelyére teljesen szimmetrikus formának a létrehozását – amit ezen kívül az is bonyolít, hogy a sarok és az orrhegy helyén vastagabb fonallal meg kell erősíteni a kelmét, hogy a viselésben jelentkező nagyobb koptató igénybevételnek jobban ellenálljon – a 20. századra teljesen automatizálták és olyan gépeket konstruáltak, amelyeken egymás mellett egy időben akár 48 harisnya is készülhetett. Megoldották azt is, hogy a gépen különböző szín- és kötésmintázatok is készülhessenek, így nem csak sima, hanem gazdagon díszített harisnyák is köthetők voltak rajta.
Ezeken a síkhurkológépeken eleinte főleg pamutból, gyapjúból és selyemből készítettek harisnyákat, nők, férfiak és gyermekek számára, hosszú harisnyákat, térdharisnyákat és zoknikat egyaránt. Óriási esemény volt a 20. század elején a viszkózfonal (az ún. „műselyem”) megjelenése a harisnyagyártásban, ami nagy mértékben fellendítette a női harisnyadivatot. Elterjedését követően a női harisnyák főleg ebből készültek. Kétségtelen hátránya azonban abban jelentkezett, hogy sérülékenysége miatt könnyen elszakadt, ha a harisnya bármibe beleakadt, ami csúnya esztétikai hibához, szemfutáshoz vezetett. Minthogy ez viszonylag gyakran előfordult, ki is alakult az ennek javítására épült szemfelszedés szolgáltató iparága. A harisnya ugyanis túl drága volt ahhoz, hogy emiatt csak úgy eldobják. Forradalmi újdonságnak számított az 1950-es években a nylonharisnya megjelenése, amelynek nagy előnye volt, hogy sokkal erősebb, mint a viszkózselyem, ezért a belőle készült harisnya sokkal tartósabb is volt.
A síkhurkolt harisnya jellegzetessége a termék teljes hosszában hátul végighúzódó varrat. Ennek esztétikai jelentősége is volt, mert szépen kiemelte a karcsú női láb esztétikus formáját. (Ha viszont a harisnyaszár hordás közben elcsavarodott a lábon, ez az elferdült varrat nagyon rontott az összhatáson.)
A síkhurkolt harisnyákat a 20. század ötvenes éveitől gyakorlatilag teljesen kiszorították a sokkal nagyobb termelékenységgel és változatosabb mintázatokkal készíthető körkötött harisnyák, ma már cotton-gépen csak kivételes esetekben, kifejezetten luxustermékek gyanánt készítenek női finomharisnyát.

## Körkötött harisnya és zokni

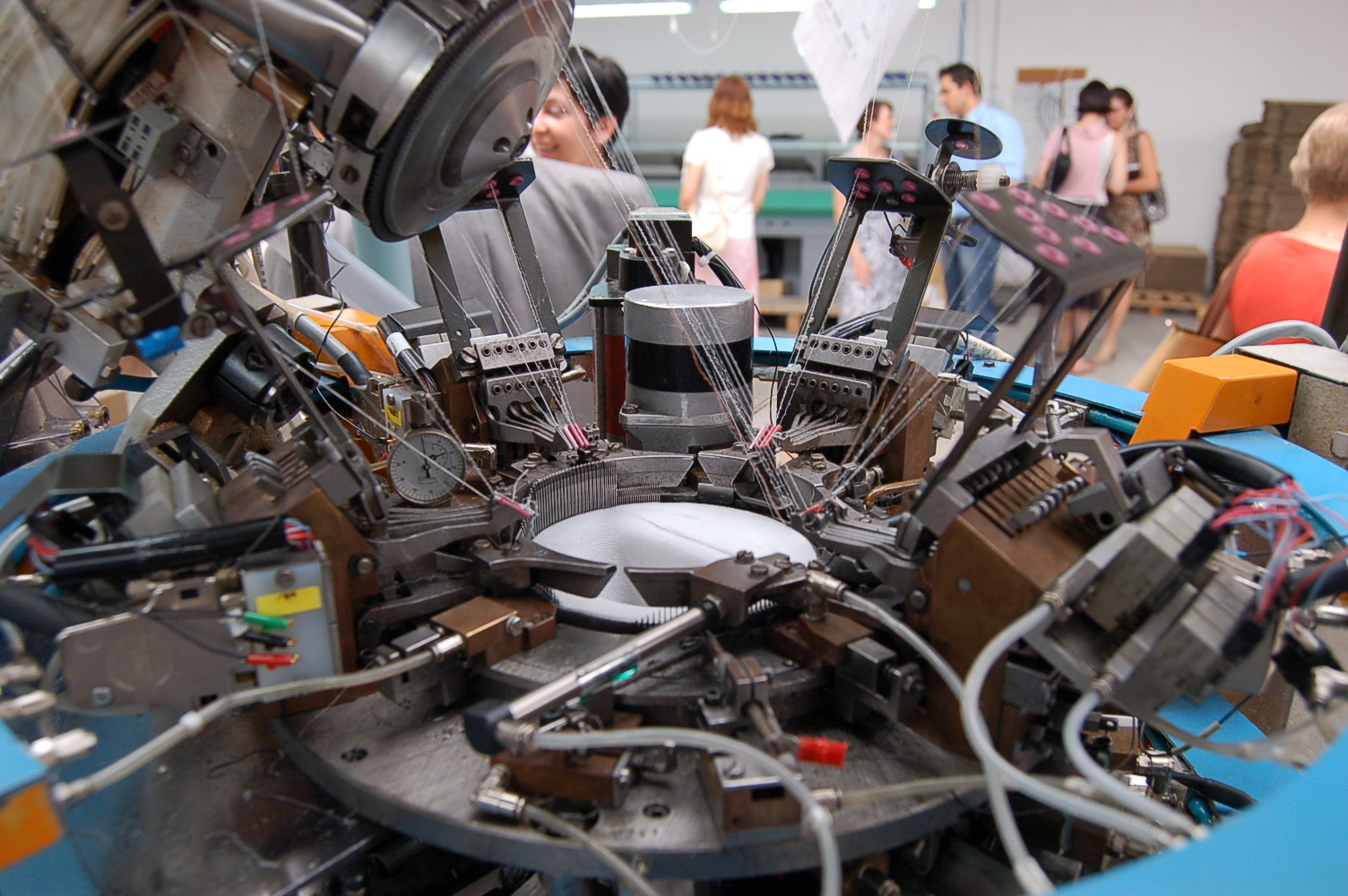
Harisnya-körkötőgép feje felnyitott állapotban

A harisnyaszár készítésére alkalmas első körkötőgépet 1767-ben Samuel Wise szerkesztette meg. Ez már nem síklapú, hanem cső alakú kelmét készített. Az első olyan körkötőgép, amely már arra is alkalmas volt, hogy a harisnya sarkát és orrát is kialakítsa, az amerikai William H. MacNary nevéhez fűződik (1866). Voltaképpen ennek a gépnek az utódai azok a rendkívül bonyolult automata gépek, amelyek manapság szinte ontják magukból a legkülönfélébb célra szolgáló és különböző mintázatokkal készülő termékeket. Ezeken egy-egy nyers zokni vagy harisnya néhány perc alatt elkészül és csak az orrhegyet kell rajtuk lezárni és a kikészítő műveleteket (például méretrögzítő formázást, esetleg a színezést) kell utólag végrehajtani.

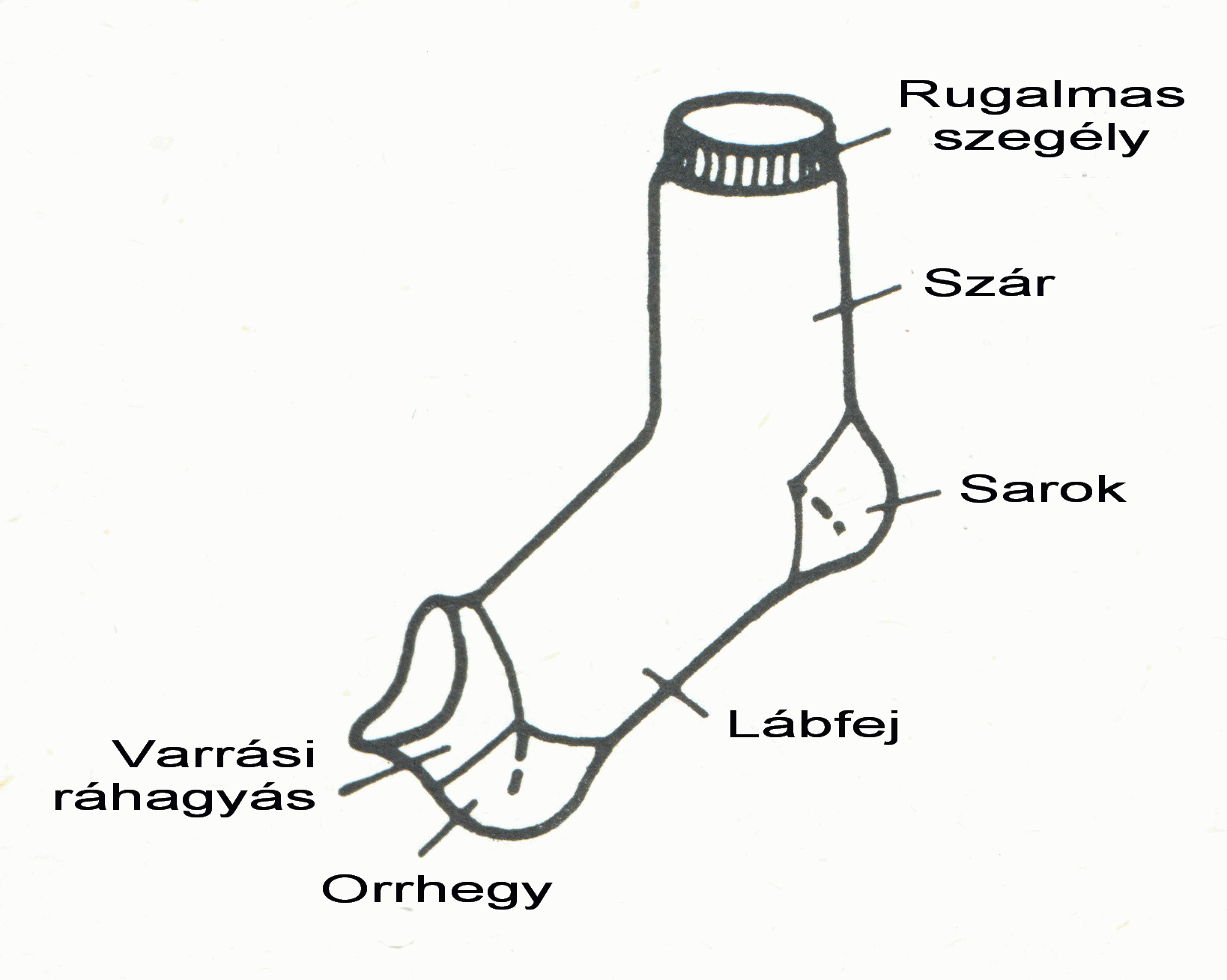
A zokni kialakítása. Az orrhegy fölötti varrási ráhagyást a nyílás összevarrását követően lefejtik.

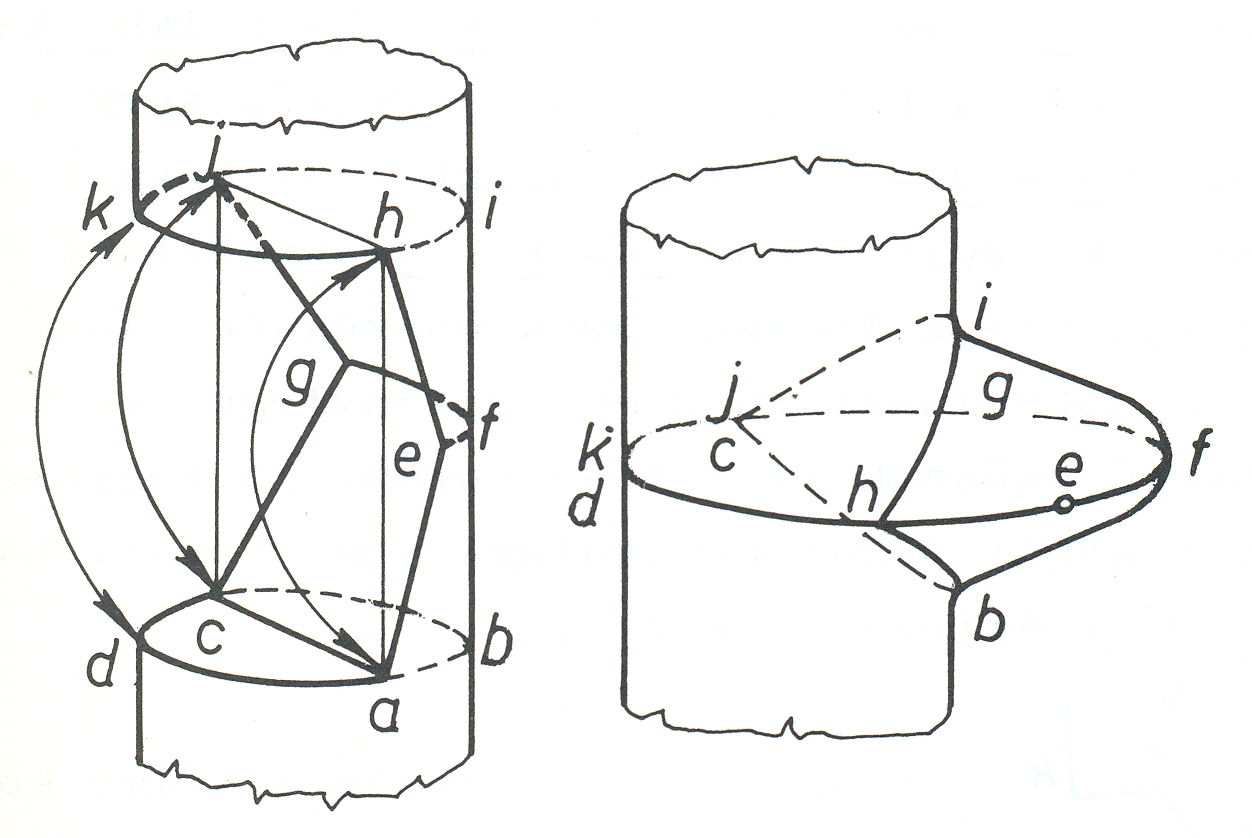
A sarokzsák kialakulása a kötőgépen. A kötés alulról fölfelé halad. a-e és c-g: fogyasztás, e-h és c-j: szaporítás. Fogyasztás és szaporítás közben az adc szakaszon a tűk nem működnek, a szemek a tűkön maradnak, és ezek a tűk a szaporítás befejeztével tovább működve a hkj szakaszon folytatják a kötést.

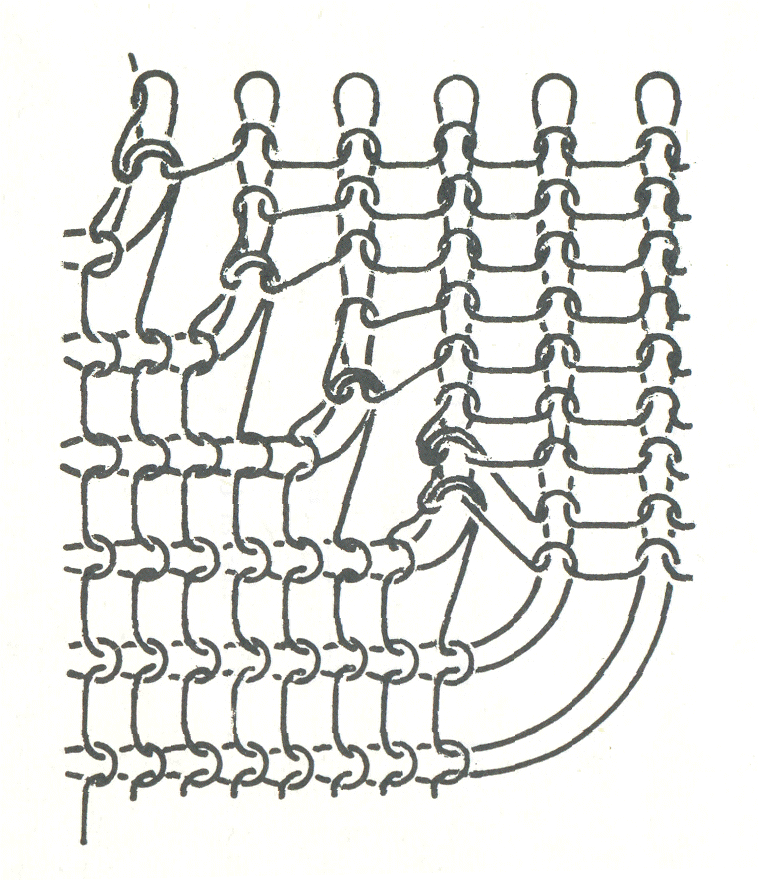
A sarok és orrhegy fogyasztás-szaporítási helyének szemszerkezete

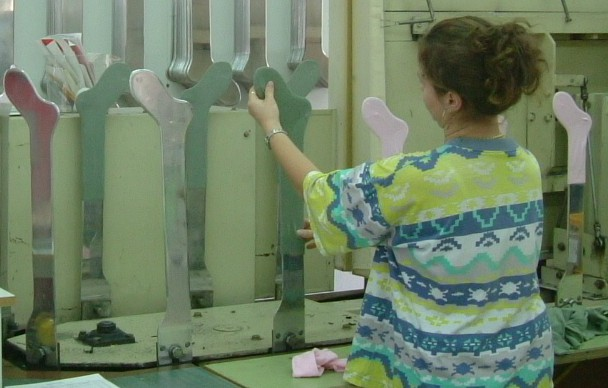
Harisnyaformázó gép

A harisnya vagy zokni kötése körkötőgépen is a szárnál, mégpedig az annak felső részén kialakítandó szegélynél kezdődik.
Harisnyák esetében itt is visszaakasztott, kétrétegű szegélyt készítenek a harisnyatartóhoz való illesztéshez, vagy rugalmas fonalat kötnek be a felső szegélybe, ezzel feleslegessé téve a harisnyatartót – ez az ún. combfix harisnya. Ez a rugalmas szakasz sok esetben csipkés vagy fodros kiképzésű.
A zoknikon mindig rugalmas szegélyt alakítanak ki, akár megfelelő - szerkezeténél fogva rugalmas - kötésmóddal, csak az alapfonalból, akár gumi- vagy gumirugalmas szintetikus fonal (elasztánfonal) bekötésével. Sok esetben itt is visszahajtott, rugalmas szegélyt alkalmaznak.
A szegély kötését követi a cső alakú szár rész, majd a sarok elkészítése. A harisnya szárát a lábszár formájához némileg igazítva, a boka felé kissé keskenyítve készítik el, amit a kötött szemek méretének változtatásával hoznak létre. A fentebb már említett szemfutás veszélye ezeknél a harisnyáknál is fennáll, de körkötőgépen készíthető olyan kötésmód (ennek angol eredetű fantázianeve: micromesh), amely az esetleges fonalsérülésből származó szemfutást csak néhány szemre korlátozza, így nem keletkezik hosszan lefutott szem, csak viszonylag kis lyuk – ez azonban láthatatlan módon utólag sajnos már nem javítható.
A körkötött harisnya technikailag legérdekesebb része a sarok és az orr kialakítása, amit itt is fogyasztással (a működő tűk számának csökkentésével) és szaporítással (a fogyasztás során működésen kívül helyezett tűk újbóli működésbe helyezésével) oldanak meg. Ez a művelet csak a henger alakú tűágy egyik felére korlátozódik, az átellenes oldalon a szemképzés ezalatt szünetel, így a cső alakú kelmén zsákszerű kidudorodás keletkezik. (A fogyasztás-szaporítás helye a kész harisnya sarkán, orrán kétoldalt egy-egy látható vonal alakjában megfigyelhető. Mivel a fogyasztás és szaporítás kivitelezésére különböző műszaki megoldásokat fejlesztettek ki, ezek az ún. fogyasztási vonalak gyártmányonként különböző alakúak lehetnek.)
A sarok elkészülte után következik a szintén cső alakú lábfej rész kötése, majd ehhez csatlakozik az orrhegy, amit ugyanolyan módon állítanak elő, mint a sarkat. Az orrhegy kötésével befejeződik a kötőgépen végzett műveletsor, az orrhegy utáni nyitott részt utólag varrással zárják le. A legjobb minőségű orrlezárást egy speciális varrattal, ún. láncolással végzik (ezt német eredetű szóval „kettlizésnek” is nevezik). Ez a varrat a lábujjak fölött helyezkedik el és olyan szoros, hogy nem engedi a szemek kibomlását, de ugyanakkor olyan lapos is, hogy a viselésben nem zavar, nem nyomja a lábat. Nagyon kényes esetekben az orrhegy kiképzése olyan is lehet, hogy ez a varrat a talp felőli oldalra, a lábujjak alá kerüljön.
Vannak egyébként olyan finomharisnya-körkötőgépek, amelyek az orrlezárást is automatikusan elvégzik. Ilyen harisnyáknál a varrás elmarad, de az orrhegynél egy kis összehúzott kelmecsomó keletkezik.
Ma már vannak olyan zoknikötőgépek is, amelyeken az orrhegy lezárása magán a kötőgépen, automatikusan megy végbe. Ehhez a cső kör alakú végződéséből két félkört képeznek, amelyeket a gép egymás mellé illeszt és összedolgoz. Ez tökéletesen sima záródást eredményez.
Ez a műveletsor ma már teljesen automatizált, számítógéppel vezérelt, nagy mintázó képességű gépeken folyik. A harisnya- és zoknikötő gépek között találjuk a mai kötőipar talán legbonyolultabb berendezéseit.
A harisnya-körkötőgépeket különböző átmérőkben készítik, annak megfelelően, hogy milyen nagyságú termékek gyártására szolgálnak. A gépek finomsága – azaz a körkerület mentén mért hosszegységre, az 1 hüvelykre (25,4 mm) eső tűk száma – attól függ, hogy vastagabb vagy vékonyabb harisnya ill. zokni előállítására szolgálnak. A női finomharisnyák készítésére szolgáló tűk vékonyabbak és nagyon sűrűn helyezkednek el, a zoknikötő gépeken – a termék jellegének megfelelően – vastagabb és ritkábban elhelyezkedő tűket találunk.
A kötést és az orrhegy lezárását követően a harisnyát vagy zoknit esetleg színezik (hacsak nem már eleve színes fonalból kötötték), azután a lábformához igazodó fémformára (formalábra) húzva, hőkezeléssel megadják a végső formáját (ez a formázás művelete). Az egész gyártási folyamatra - de főleg a színezésre vonatkozólag – érvényesíthetők az OEKO-TEX szigorú elírásai; az erre vonatkozó tanúsítást egyes kereskedelmi cégek meg is követelhetik.
A poliamidfonalak használatának elterjedésével lehetővé vált a sarok és az orrhegy egyszerűbb kialakítása, mert a poliamid hőre lágyuló anyag, azaz melegen jól alakítható és hirtelen lehűtve új alakját véglegesen megtartja (hőrögzítés). Ezt az olcsóbb kategóriájú női finomharisnyák gyártásban úgy használják ki, hogy az egyszerű, egyenes cső alakú harisnyát a formalábra húzzák és itt veszi fel a kívánt alakot, amit a felmelegítést követő hirtelen lehűtés ebben az állapotban tartósan rögzít. Ezeken tehát fogyasztási vonal nem látható.
Manapság a körkötött harisnyák és zoknik uralják a piacot, mert ezek rendkívül nagy termelékenységgel, változatos mintázatokkal, különféle kelmeszerkezetekkel (a sima kötésen kívül színes mintákkal, csipkeszerű kötésmóddal, plüss felülettel stb.) készíthetők.

## A lábtyű
A lábtyű a kesztyűhöz hasonló kialakítású, amit a lábra lehet húzni és ujjai ennek megfelelően a lábujjaknak megfelelő méretűek és elrendezésűek. Készítésük lényegében az ötujjas kötött kesztyű készítésével egyezik meg és a modern kesztyűkötőgépek többnyire rendelkeznek azzal a műszaki megoldással, ami rajtuk lábtyű előállítását is lehetővé teszi. Ezek síkkötőgépek, amelyek két tűágyán cső alakú kelme köthető, de az öblös sarok kialakítására ezeken nincs mód, ezért azt a kötést követő formázással közelítik meg.